# Dolichomitus mucronatus
Dolichomitus mucronatus är en stekelart som beskrevs av Constantineanu och Pisica 1970. Dolichomitus mucronatus ingår i släktet Dolichomitus och familjen brokparasitsteklar. Inga underarter finns listade i Catalogue of Life.